# Paso de los Libres (departamento)
Paso de los Libres é um departamento da província de Corrientes. Possuía, em 2019, 53.570 habitantes.